# Énergie au Portugal
Le secteur de l'énergie au Portugal est marqué par un fort déficit des échanges énergétiques, le Portugal important la totalité des combustibles fossiles consommés dans le pays, soit 64 % des besoins d'énergie primaire du pays en 2023.
Le développement des énergies renouvelables (EnR) a amélioré la situation dans le secteur électrique (69,7 % d'EnR en 2023), mais n'a qu'un impact limité sur le bilan énergétique global, car l'électricité ne représente que 25,5 % de la consommation finale d'énergie ; la part des EnR dans la consommation d'énergie primaire en 2021 est de 30,4 %, dont 17,2 % pour la biomasse et les déchets, 8,1 % pour l'éolien, le solaire et la géothermie, et 5,1 % pour l'hydroélectricité ; la part des énergies renouvelables dans la consommation finale brute d'énergie atteignait 34 % en 2021, très supérieure à la moyenne de l'Union européenne : 21,8 %.
Le Portugal se classe au 11e rang des pays européens producteurs d'électricité éolienne en 2023, l'éolien fournissant 26,8 % de la production d'électricité ; pour la puissance installée éolienne par habitant il est au 8e rang européen. Sa production solaire atteignait 11,2 % de la production d'électricité du pays en 2023, se classant au 11e rang des producteurs photovoltaïques de l'Union européenne en 2024. La puissance installée des centrales hydroélectriques portugaises se classe au 10e rang européen ; 45,5 % de cette puissance se compose de centrales de pompage-turbinage.
La consommation d'énergie primaire par habitant au Portugal dépasse de 20 % la moyenne mondiale, mais est inférieure de 26 % à la moyenne de l'Union européenne, de 22 % à celle de l'Espagne et de 31 % à celle de la France.
Les émissions de CO2 liées à l'énergie par habitant au Portugal en 2022 sont inférieures de 19 % à la moyenne mondiale, de 42 % à la moyenne de l'Union européenne, de 15 % à celles de la France et de 25 % à celles de l'Espagne.

## Vue d'ensemble
| Principaux indicateurs de l'énergie au Portugal | Principaux indicateurs de l'énergie au Portugal | Principaux indicateurs de l'énergie au Portugal | Principaux indicateurs de l'énergie au Portugal | Principaux indicateurs de l'énergie au Portugal | Principaux indicateurs de l'énergie au Portugal | Principaux indicateurs de l'énergie au Portugal |
| ----------------------------------------------- | ----------------------------------------------- | ----------------------------------------------- | ----------------------------------------------- | ----------------------------------------------- | ----------------------------------------------- | ----------------------------------------------- |
|                                                 | Population                                      | Consomm. énergie primaire                       | Produc- tion                                    | Importa- tion nette                             | Consomm. élect.*                                | Émissions GHG**                                 |
| Année                                           | Million                                         | PJ                                              | PJ                                              | PJ                                              | TWh                                             | Mt CO2éq                                        |
| 1990                                            | 10,0                                            | 702,6                                           | 142,0                                           | 624,2                                           | 25,2                                            | 38,8                                            |
| 2000                                            | 10,29                                           | 1 029,7                                         | 161,0                                           | 923,6                                           | 41,0                                            | 59,0                                            |
| 2010                                            | 10,57                                           | 983,9                                           | 242,9                                           | 782,2                                           | 52,4                                            | 48,5                                            |
| 2011                                            | 10,56                                           | 956,6                                           | 231,6                                           | 792,1                                           | 51,2                                            | 48,0                                            |
| 2012                                            | 10,51                                           | 897,7                                           | 197,1                                           | 764,1                                           | 49,8                                            | 46,6                                            |
| 2013                                            | 10,46                                           | 900,0                                           | 240,8                                           | 709,0                                           | 49,0                                            | 44,7                                            |
| 2014                                            | 10,40                                           | 886,4                                           | 250,4                                           | 686,4                                           | 48,5                                            | 43,7                                            |
| 2015                                            | 10,36                                           | 919,9                                           | 222,1                                           | 775,2                                           | 49,8                                            | 47,9                                            |
| 2016                                            | 10,33                                           | 912,6                                           | 251,1                                           | 735,5                                           | 50,3                                            | 47,3                                            |
| 2017                                            | 10,30                                           | 953,1                                           | 218,4                                           | 830,9                                           | 51,6                                            | 51,7                                            |
| 2018                                            | 10,28                                           | 921,8                                           | 244,8                                           | 786,7                                           | 51,9                                            | 48,1                                            |
| 2019                                            | 10,29                                           | 910,9                                           | 245,8                                           | 768,4                                           | 51,6                                            | 43,3                                            |
| 2020                                            | 10,30                                           | 843,4                                           | 254,4                                           | 602,8                                           | 50,0                                            | 37,4                                            |
| 2021                                            | 10,32                                           | 830,6                                           | 257,4                                           | 616,1                                           | 50,9                                            | 35,9                                            |
| variation 1990-2021                             | +3 %                                            | +18 %                                           | +81 %                                           | -1 %                                            | +102 %                                          | -7 %                                            |

## Production d'énergie primaire
La production nationale est composée en 2021 à 100 % d'énergies renouvelables, dont :
- biomasse et déchets : 147,76 EJ (57,4 %)
- hydroélectricité : 42,65 EJ (16,6 %), très fluctuante : 21,23 EJ en 2017, 44,62 EJ en 2018, 31,74 EJ en 2019, 43,50 EJ en 2020.
- autres (éolien, solaire, géothermie) : 66,97 EJ (26,0 %).

Cette production couvrait 31 % des besoins d'énergie primaire du pays en 2021. Elle a progressé de 81 % depuis 1990 (hydraulique : +30 %, biomasse-déchets : +42 % ; autres : x112).

## Importations
Le Portugal importait 74 % de ses besoins d'énergie primaire en 2021, dont 7 % pour fournir les carburants des transports internationaux.

### Pétrole
Le pétrole est la principale ressource énergétique utilisée au Portugal : 345,3 EJ en 2021, soit 41,6 % de l'énergie primaire consommée. Il est importé à 100 %.
La production de pétrole du Portugal est modeste : 5 250 barils par jour en 2012 (après un pic à 6 960 barils par jour en 2008), soit 2 % des besoins ; la consommation baisse rapidement : 234 000 barils par jour en 2012 après un pic à 343 000 barils par jour en 2002.
Galp Energia  (Petróleos e Gás de Portugal, SGPS, S.A) est la principale entreprise portugaise du secteur pétrolier et gazier, créée le 22 avril 1999 dans le cadre de la restructuration du secteur énergétique portugais. Elle mène des activités d'exploration au Brésil, en Angola et au Mozambique, y produit 24 400 barils par jour ; ses réserves atteignent 783 Mbbl. Elle est le seul raffineur au Portugal (330 kbbl/j). Elle exploite 1 486 stations-service, dont 1 367 au Portugal. Elle importe le gaz naturel (contrats de fourniture de six milliards de m³ de gaz naturel par an d'Algérie et du Nigeria) et le vend à 1,3 million de clients en Espagne et au Portugal. Elle a 175 MW de centrales électriques (cogénération et éoliennes).
Dans le cadre d'un consortium avec l'italien ENI, Galp possède trois concessions de prospection dans l'Océan atlantique, dont la réalisation d'un puits de prospection en eaux profondes à 46 km d'Aljezur dans l'Algarve. Le contrat est prolongé jusqu'à fin 2018, ce qu'ont contesté un millier de manifestants à Lisbonne le 14 avril 2018.

### Gaz
Le gaz naturel est la deuxième source d'énergie primaire utilisée au Portugal : 207,5 EJ en 2021, soit 25 % de la consommation totale d'énergie primaire ; il est entièrement importé.
Selon l'EIA, le Portugal a commencé en 2012 pour la première fois à produire du gaz naturel : 173 milliards de mètres cubes ; la consommation, apparue en 1997, a progressé rapidement jusqu'à 182,6 milliards de mètres cubes en 2011, puis a fléchi en 2012 à 163,3 Gm3 ; les importations par contre ont continué à croître à 183,1 Gm3.
Les ventes de gaz ont démarré en 1997 et ont bondi en deux ans de 68 à 2 137 millions de mètres cubes ; elles ont culminé à 4 617 en 2008, puis ont décliné du fait de la crise économique à 4 138 Mm3 en 2011 et 3 585 Mm3 en 2012.
Le Portugal est approvisionné en gaz naturel :
- depuis l'Algérie par le gazoduc Maghreb–Europe qui relie le gisement d'Hassi R'Mel à Cordoue en Espagne ; de là, le gazoduc d'Estrémadure alimente le Portugal.
- par le terminal méthanier de Sines, mis en service en 2004 par REN Atlantico, dont la capacité de regazéification est de 8 milliards de mètres cubes par an[8]. En juillet 2012, sa capacité de stockage a été portée à 390 000 m3 et sa capacité d'émission de gaz à 1 350 000 m3/h[9]

Les infrastructures de transport et de stockage de gaz sont gérées par Redes Energéticas Nacionais qui exploite également le réseau de transport d'électricité.
Les centrales électriques de Tapada do Outeiro et TER (Termoeléctrica do Ribatejo) fonctionnent à partir de gaz naturel.

### Charbon
Le charbon n'est presque plus utilisé au Portugal : 8,2 EJ en 2021, soit 1 % de la consommation totale d'énergie primaire, en forte baisse (115,4 EJ en 1990, soit 16,4 %) ; il est entièrement importé.
La production de charbon au Portugal a cessé en 1995 après avoir atteint un pic à 310 000 tonnes en 1990 ; le Portugal a consommé 4,55 millions de tonnes en 2012 ; après avoir atteint un pic à 6,73 Mt en 2000, la consommation de charbon a décru jusqu'à 2,98 Mt en 2010, puis s'est redressée comme dans toute l'Europe à cause du bas prix du charbon américain, conséquence du boom du gaz de schiste aux États-Unis ; tout le charbon consommé est importé : les importations ont atteint 3,97 Mt en 2012.
Le charbon est presque uniquement utilisé pour la production d'électricité ; la centrale thermique charbon de Sines, sur le port de Sines par où arrivent la plupart des importations du Portugal, a été rénovée en 2006-2007 afin de réduire ses émissions d'oxydes d'azote.
La centrale à charbon Central Tejo a alimenté Lisbonne de 1909 à 1972, mais en 1944, une nouvelle loi (nº2002 – Loi de l’Électrification Nationale) donna une priorité absolue à la production d’énergie hydroélectrique ; cette loi relégua la « Central Tejo » au second plan en raison de la construction de la première grande centrale hydroélectrique: le barrage du « Castelo do Bode », qui commença à produire en 1951 et, progressivement, la « Central Tejo » devint une centrale de réserve. Elle a été transformée en musée.

## Consommation d'énergie primaire
L'Energy Institute estime la consommation d'énergie primaire du pays à 0,95 EJ en 2023, soit 0,2 % de la consommation mondiale. Elle se répartit en 64 % de combustibles fossiles (pétrole : 47 %, gaz naturel : 17 %) et 36 % d'énergies renouvelables. Le Portugal a une consommation d'énergie primaire par habitant très basse pour un pays européen, estimée à 92,6 GJ en 2023, en baisse de 7 % par rapport à 2013, supérieure de 20 % à la moyenne mondiale (77 GJ), mais inférieure de 26 % à la moyenne de l'Union européenne (125,6 GJ), de 22 % à celle de l'Espagne (119,2 GJ), de 31 % à celle de la France (133,8 GJ) et de 32 % à celle de l'Allemagne (137,0 GJ).
La consommation totale d'énergie primaire locale et importée atteignait 830,6 EJ en 2021, répartie comme suit :
- pétrole (net des exportations de produits pétroliers et des soutes internationales) : 345,3 EJ (41,6 %)
- gaz naturel : 207,5 EJ (25 %)
- charbon : 8,2 EJ (1 %)

total combustibles fossiles : 561 EJ (67,5 %)
- hydroélectricité : 42,6 EJ (5,1 %)
- biomasse et déchets : 142,9 EJ (17,2 %)
- éolien, solaire, géothermie : 67 EJ (8,1 %)
- électricité (solde importateur net) : 17,1 EJ (2,1 %).

Depuis 1990, la consommation de charbon a reculé de 93 % et celle de pétrole de 23 % ; celle d'hydroélectricité a progressé de 30 %, celle de biomasse-énergie de 42 %, et celle d'énergies nouvelles (éolien, solaire) a été multipliée par 112.

## Énergie finale consommée
Après raffinage du pétrole brut et transformation en électricité et en chaleur de la quasi-totalité des ressources en charbon, de 61 % de celles de gaz naturel, de 3 % de celles de pétrole et produits pétroliers importés, et de 33 % des ressources en biomasse et déchets, voici la répartition de la consommation d'énergie finale en 2020 :
- produits pétroliers : 307,7 EJ (47,2 %)
- gaz naturel : 72,6 EJ (11,1 %)
- biomasse et déchets : 91,3 EJ (14 %)
- solaire thermique, etc : 4,3 EJ (0,7 %)
- électricité : 166,5 EJ (25,5 %)
- chaleur : 9,4 EJ (1,4 %)

La part des énergies renouvelables dans la consommation finale brute d'énergie atteignait 33,98 % en 2021 au Portugal, taux largement supérieur à celui de l'Union européenne : 21,8 %, de l'Allemagne : 19,2 %, de la France : 19,3 % et de l'Espagne : 20,7 %, mais très inférieur à celui de la Norvège : 74,1 %, de la Suède : 62,6 % ou de la Finlande : 43,1 % :
| ktep                  | 2010    | 2011    | 2012    | 2013    | 2014    | 2015    | 2016    | 2017    | 2018    | 2019    | 2020    | 2021    |
| Union européenne à 27 | 14,40 % | 14,55 % | 16,00 % | 16,66 % | 17,42 % | 17,82 % | 17,98 % | 18,41 % | 19,10 % | 19,89 % | 22,04 % | 21,77 % |
| Portugal              | 24,15 % | 24,60 % | 24,57 % | 25,70 % | 29,51 % | 30,51 % | 30,86 % | 30,61 % | 30,20 % | 30,62 % | 33,98 % | 33,98 % |

Cette part est fluctuante, selon les variations climatiques (pluies, vents), mais sa progression tendancielle est très visible.
La consommation d'énergie finale se répartit par secteur en 2020 de la façon suivante :
- industrie : 188,3 EJ (28,9 %)
- transport : 208,3 EJ (31,9 %)
- ménages : 115,4 EJ (17,7 %)
- tertiaire : 71,0 EJ (10,9 %)
- agriculture : 17,1 EJ (2,6 %)
- pêche : 3,9 EJ (0,6 %)
- usages non-énergétiques (chimie, etc) : 47,2 EJ (7,2 %).

Depuis 1990, la consommation de l'industrie a reculé de 3 %, celle des usages non-énergétiques de 47 % et celle de l'agriculture de 11 %, celle des transports a progressé de 53 %, celle du résidentiel de 21 % et celle du tertiaire de 183 %.

## Secteur électrique
Le gouvernement portugais s'est donné au milieu des années 2000 pour objectif en 2010 que 45 % de l'électricité produite soit obtenue à partir de sources renouvelables. La stratégie énergétique nationale adoptée le 15 avril 2010 confirme cette valeur et vise 60 % en 2020.

### Production d'électricité
En 2023, la production d’énergies renouvelables au Portugal a fourni 31,2 TWh, soit 61 % de l’électricité consommée dans le pays, dont 25 % par l'éolien, 23 % par l'hydroélectricité, 7 % par l'énergie solaire photovoltaïque et 6 % par la biomasse. Le Portugal a importé 20 % de ses besoins en électricité et 19 % ont été produits par des énergies non renouvelables. La production d’énergie hydroélectrique a connu la plus forte hausse (+70 %), après une année 2022 marquée par la sécheresse, suivie de la production photovoltaïque (+43 %),.
L'Energy Institute estime la production d'électricité du Portugal en 2023 à 49,2 TWh, en hausse de 0,7 % en 2023 et de 5 % en dix ans, soit 0,2 % de la production mondiale et 1,3 % de celle de l'Europe. La part des énergies renouvelables est estimée à 69,7 %, dont 26,8 d'éolien, 24,6 % d'hydroélectricité, 11,2 % de solaire et 7,1 % d'autres EnR (biomasse, déchets).
| Source                                                  | 1990  | %     | 2000  | %     | 2010  | %    | 2020  | %    | 2022  | % 2022 | var. 2022/1990 |
| Charbon                                                 | 9,10  | 31,9  | 14,69 | 33,6  | 7,10  | 13,1 | 2,36  | 4,5  | 0     | 0 %    | -100 %         |
| Pétrole                                                 | 9,40  | 33,0  | 8,42  | 19,2  | 3,01  | 5,6  | 1,20  | 2,3  | 1,21  | 2,5 %  | -87 %          |
| Gaz naturel                                             | -     |       | 7,14  | 16,3  | 14,90 | 27,5 | 17,60 | 33,2 | 17,37 | 35,7 % | ns             |
| Total fossiles                                          | 18,50 | 64,9  | 30,25 | 69,1  | 25,01 | 46,2 | 21,17 | 39,9 | 18,58 | 38,2 % | 0 %            |
| Hydraulique                                             | 9,30  | 32,6  | 11,71 | 26,8  | 16,55 | 30,6 | 13,63 | 25,7 | 8,78  | 18,1 % | -6 %           |
| Géothermie                                              | 0,004 | 0,014 | 0,08  | 0,2   | 0,20  | 0,4  | 0,22  | 0,4  | 0,19  | 0,4 %  | +4775 %        |
| Biomasse                                                | 0,69  | 2,4   | 1,04  | 2,4   | 2,33  | 4,3  | 3,46  | 6,5  | 3,79  | 7,8 %  | +450 %         |
| Déchets renouv.                                         | -     |       | 0,26  | 0,6   | 0,29  | 0,5  | 0,32  | 0,6  | 0,31  | 0,6 %  | ns             |
| Éolien                                                  | 0,001 | 0,004 | 0,17  | 0,4   | 9,18  | 17,0 | 12,30 | 23,2 | 13,27 | 27,3 % | ns             |
| Solaire                                                 | 0,001 | 0,004 | 0,001 | 0,002 | 0,21  | 0,4  | 1,71  | 3,2  | 3,47  | 7,1 %  | ns             |
| Total EnR                                               | 10,00 | 35,1  | 13,23 | 30,4  | 28,75 | 53,2 | 31,65 | 59,6 | 29,82 | 61,3 % | +198 %         |
| Total                                                   | 28,50 | 100   | 43,76 | 100   | 54,09 | 100  | 53,08 | 100  | 48,61 | 100 %  | +71 %          |
| Source des données : Agence internationale de l'énergie |       |       |       |       |       |      |       |      |       |        |                |

Les énergies renouvelables fournissent 54 % de l'électricité du Portugal, pourcentage parmi les plus élevés en Europe ; cette part varie fortement d'une année à l'autre en fonction du climat (pluies, vents) ; un indicateur approchant publié par Eurostat, le ratio production d'électricité provenant de sources renouvelables / consommation nationale brute d'électricité, était au Portugal de 54,1 % en 2016, alors que la moyenne de l'Union européenne était de 29,6 % ; le Portugal était au 5e rang derrière la Norvège (104,7 %), l'Islande (95,3 %), l'Autriche (72,6 %) et la Suède (64,9 %).
En 2022, l'éolien et le solaire ont à eux seul fourni plus de 50 % de l'électricité du Portugal.

#### Hydroélectricité

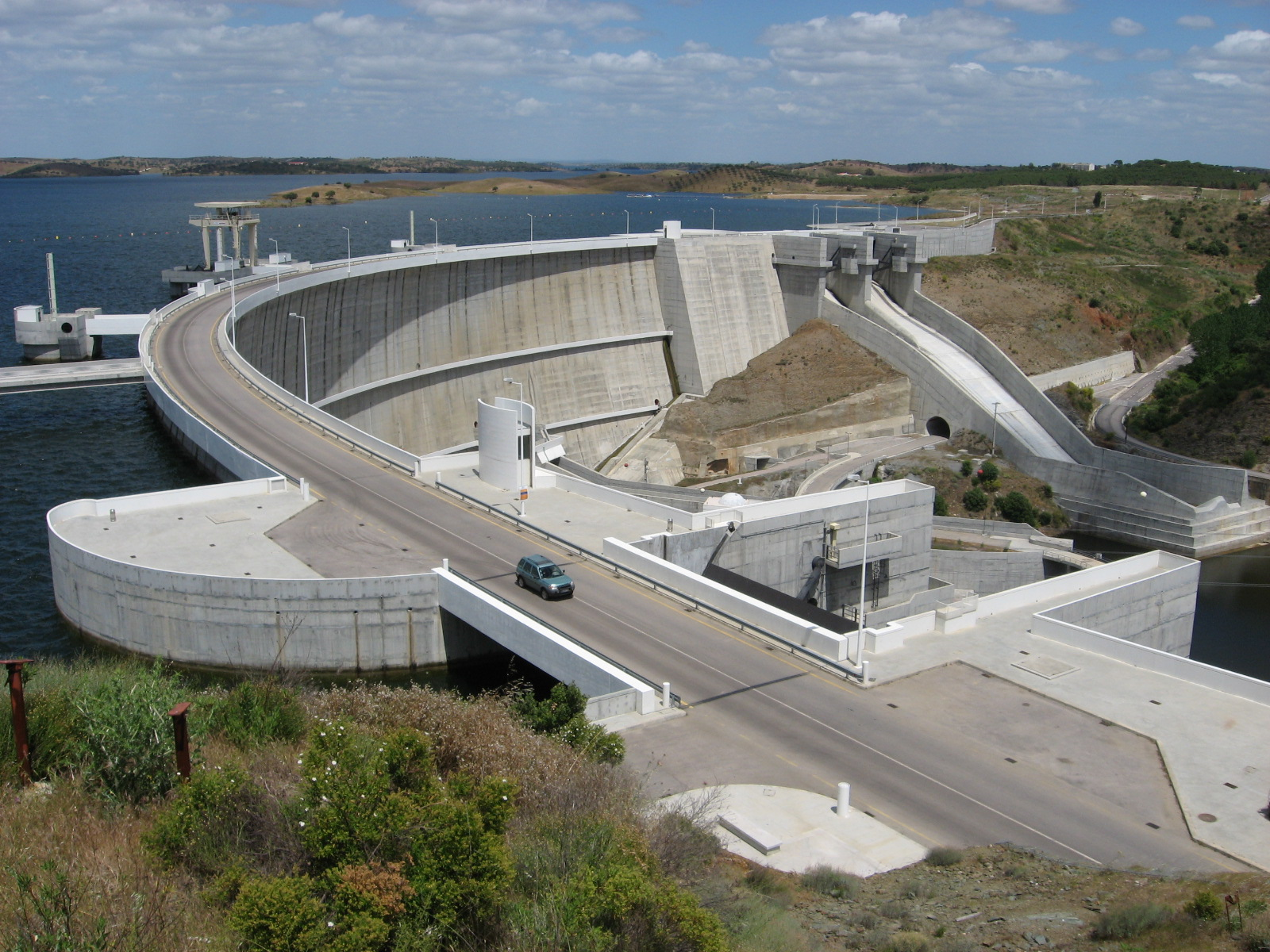
Barrage d'Alqueva (518 MW, pompage-turbinage)

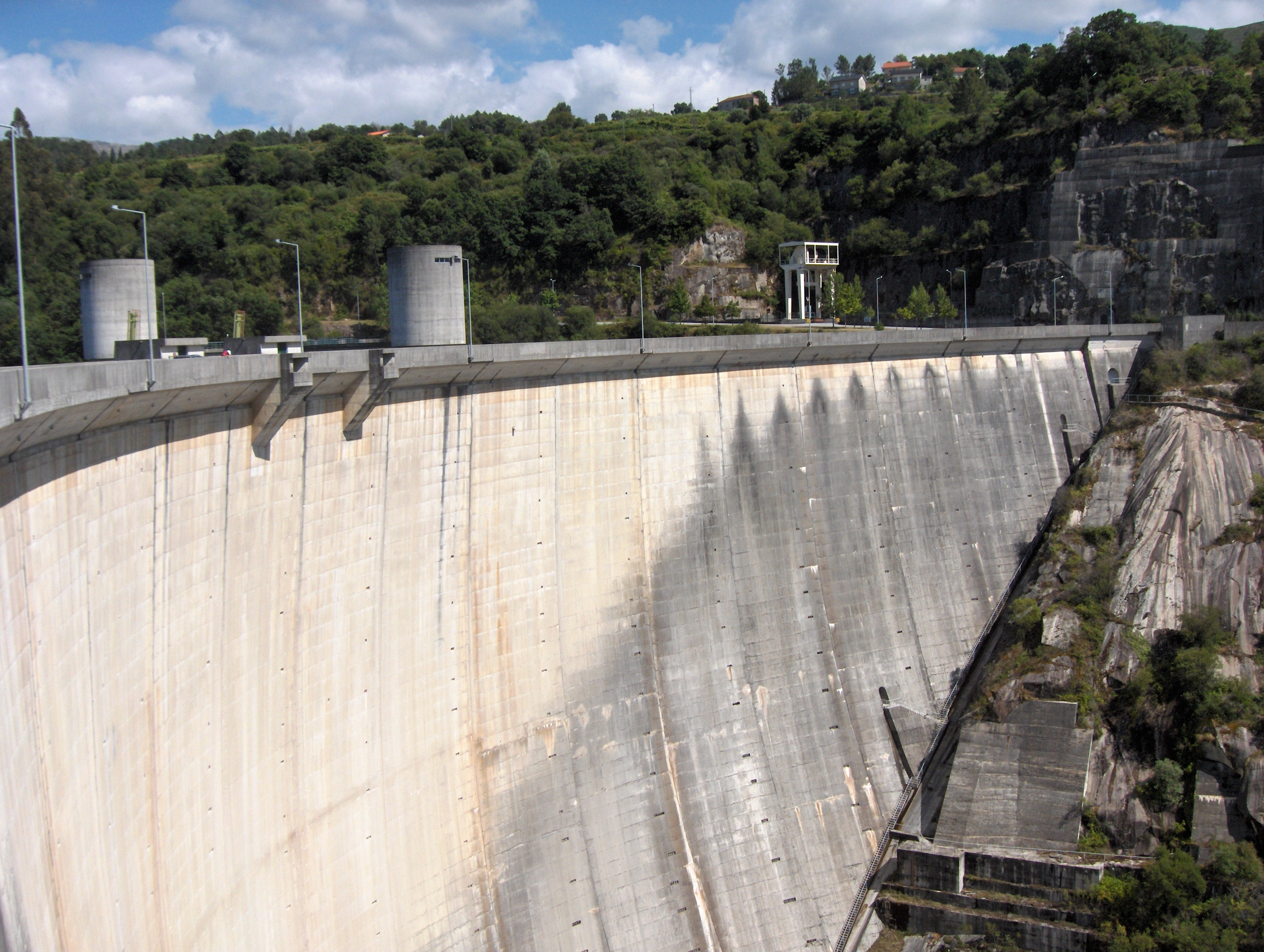
Barrage Alto Lindoso (630 MW, pompage-turbinage)

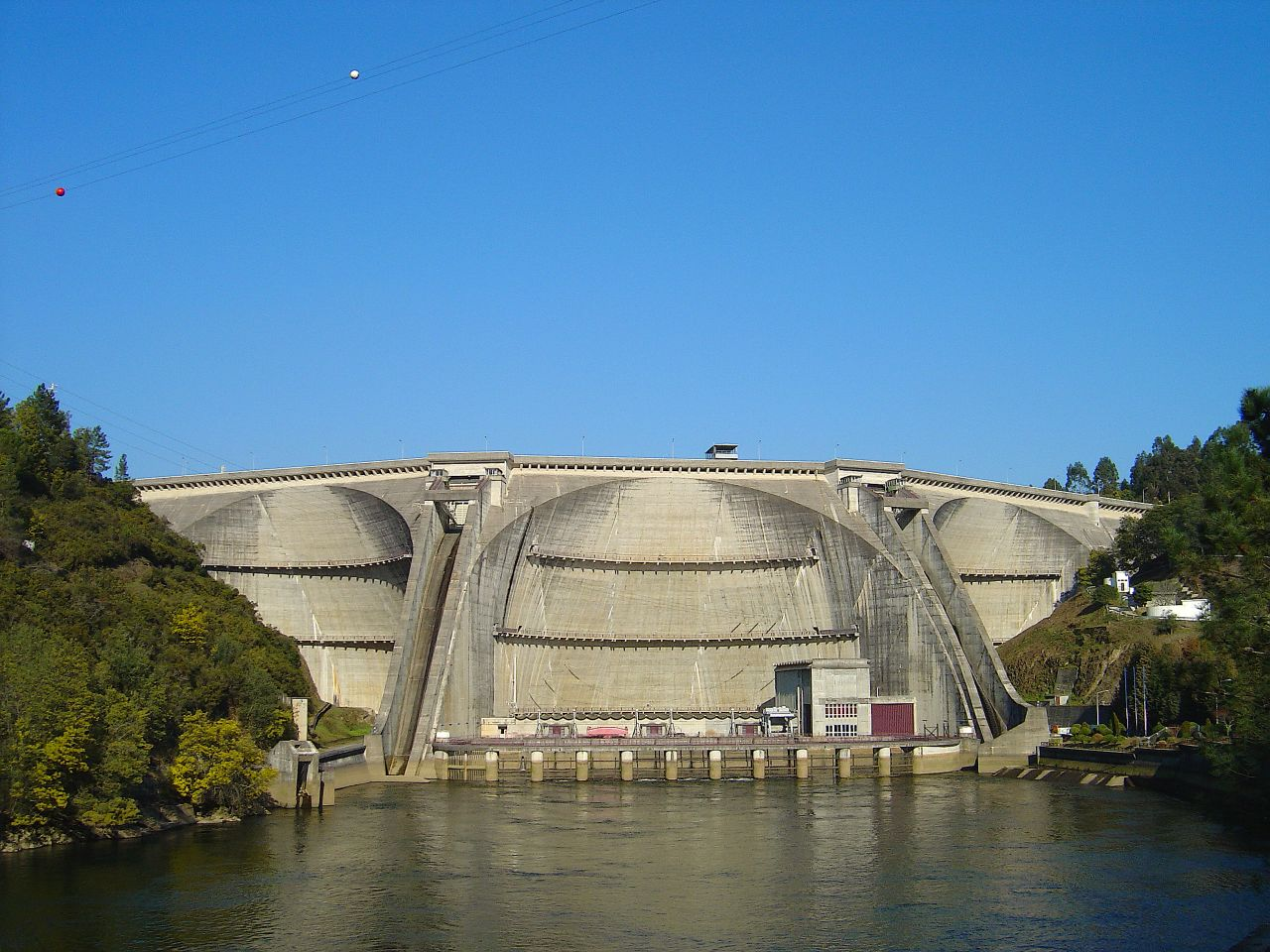
Barrage d'Aguieira (270 MW, pompage-turbinage)

Selon l'Association internationale de l'hydroélectricité (IHA), la production hydroélectrique du Portugal s'élevait en 2023 à 12 TWh, soit 0,3 % du total mondial et 1,9 % du total européen, loin derrière la Norvège (137 TWh), la Suède (66 TWh), la France (59 TWh) ou l'Espagne (25 TWh). La puissance installée des centrales hydroélectriques portugaises atteignait 8 196 MW, soit 3,2 % de la puissance installée hydroélectrique européenne, au 10e rang européen, et 0,6 % du total mondial. Les centrales de pompage-turbinage représentent 45,2 % de la puissance installée hydroélectrique portugaise avec 3 707 MW, soit 6,8 % du total européen. Aucune mise en service n'a été effectuée en 2023. 
Les mises en service de 2022 se sont élevées à 998 MW, dont la centrale de pompage-turbinage de Gouvães (880 MW) et la centrale d'accumulation de Daivões (118 MW), inaugurées en juillet ; ces deux centrales font partie du projet Tâmega Giga Battery avec la centrale d'Alto Tâmega, dont la construction se poursuit ; le remplissage de son réservoir devrait commencer en octobre 2023, et l'achèvement du projet est prévu à mi-2024 ; il apportera une capacité de stockage de 20 GWh.
Les centrales hydroélectriques portugaises ont fourni 13 397 GWh en 2021, soit 26,4 % de la production électrique totale du pays, contre 13 633 GWh en 2020, 10 243 GWh en 2019, 13 628 GWh en 2018, 7 632 GWh en 2017 et 16 909 GWh en 2016 ; ces fluctuations de -55 % en 2017, puis +79 % en 2018, -25 % en 2019 et +33 % en 2020, illustrent bien la très grande sensibilité de cette source d'énergie aux variations climatiques.
Le Portugal disposait en 2021 de 7 199 MW de centrales hydroélectriques, soit 2,8 % de la puissance installée hydroélectrique européenne, au 10e rang européen, et 0,5 % du total mondial. Sa production atteignait 13 TWh, soit 1,9 % du total européen. Les centrales de pompage-turbinage représentent 39 % de la puissance installée hydroélectrique portugaise avec 2 827 MW, soit 5,1 % du total européen. Le premier remplissage du réservoir de Daivões a été achevé, préparant la mise en service prochaine d'une centrale de 118 MW ; c'est également le réservoir inférieur de la centrale de pompage-turbinage de Gouvães, dont la première de ses quatre turbines de 220 MW a été mise en service au début de 2022.
Le Portugal disposait en 2017 de 7 343 MW de centrales hydroélectriques, soit 3,3 % de la puissance installée hydroélectrique européenne et 0,6 % du total mondial. Sa production atteignait 7,61 TWh, soit 1,4 % du total européen, loin derrière la Norvège (143 TWh), la France (53,24 TWh) ou l'Espagne (20,57 TWh) ; les centrales de pompage-turbinage représentent 35,6 % de la puissance installée hydroélectrique portugaise avec 2 613 MW.
En 2017, le Portugal a mis en service les centrales de pompage-turbinage de Frades 2 (780 MW) et de Foz Tua (270 MW). Le projet Frades II est l'un des principaux projets de pompage-turbinage d'Europe ; ses deux groupes réversibles à vitesse variable, opérationnel depuis avril 2017, permettent d'obtenir des temps de réponse très courts, précieux pour la flexibilité du système électrique et pour le réglage de sa fréquence. Ce projet a été ajouté à la cascade d'ouvrages hydroélectriques Cavado-Rabagao, au nord du pays. Les projets de pompage-turbinage constituent une composante fondamentale du programme de transition énergétique du pays ; en mars 2018, les énergies renouvelables ont produit plus de 100 % de la consommation d'électricité, dont 55 % pour l'hydroélectricité.
Le barrage d'Alqueva, dans l'Alentejo (servant à l'irrigation des champs et à produire de l'énergie hydroélectrique) a créé le plus grand lac artificiel d'Europe de l'Ouest et ce fut un des plus grands investissements du pays ; sa centrale de pompage-turbinage, inaugurée en 2004, avait une puissance de 259 MW, portée à 518 MW en 2013.
Le barrage d'Aguieira, sur la rivière Mondego, dans le district de Coimbra, est également un aménagement à buts multiples ; construit de 1972 à 1981, il a une puissance installée de 270 MW (3 groupes Francis réversibles)

Aménagement Saltos do Douro
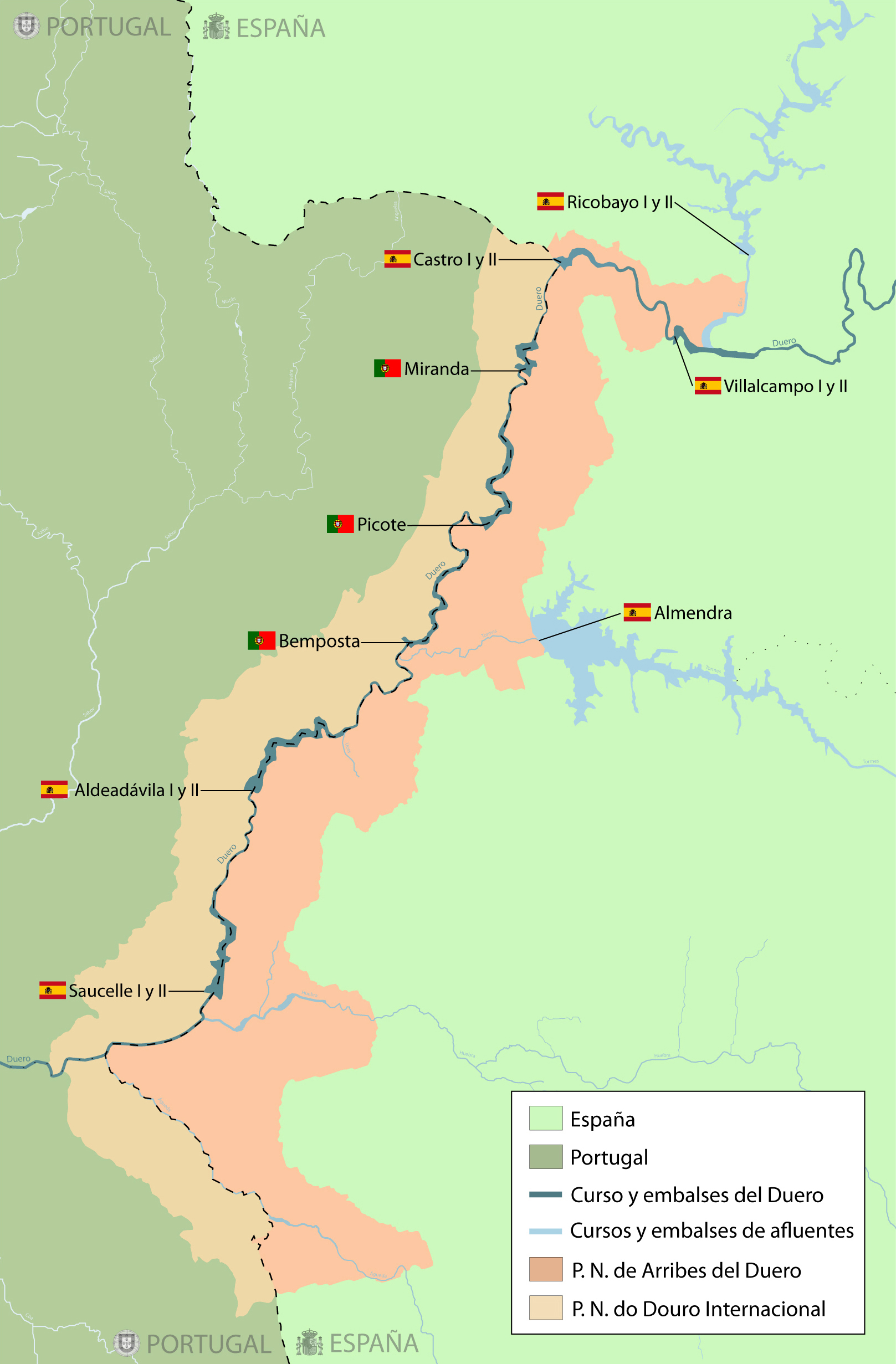
Carte des Saltos do Douro incluant les barrages portugais de cette zone du Douro qui ne font pas partie de «Saltos do Douro».
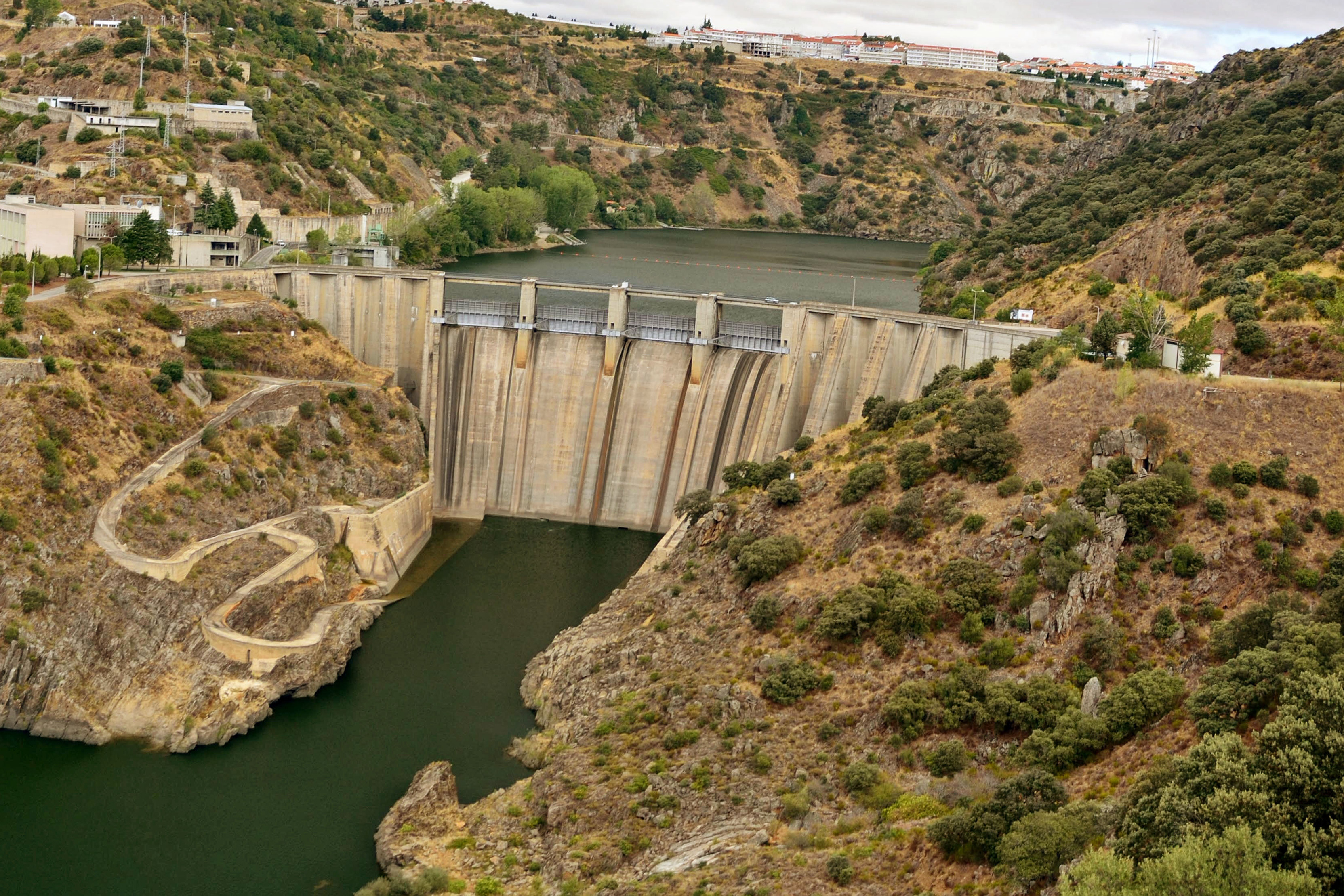
Barrage de Miranda  sur le fleuve Douro (district de Bragance).
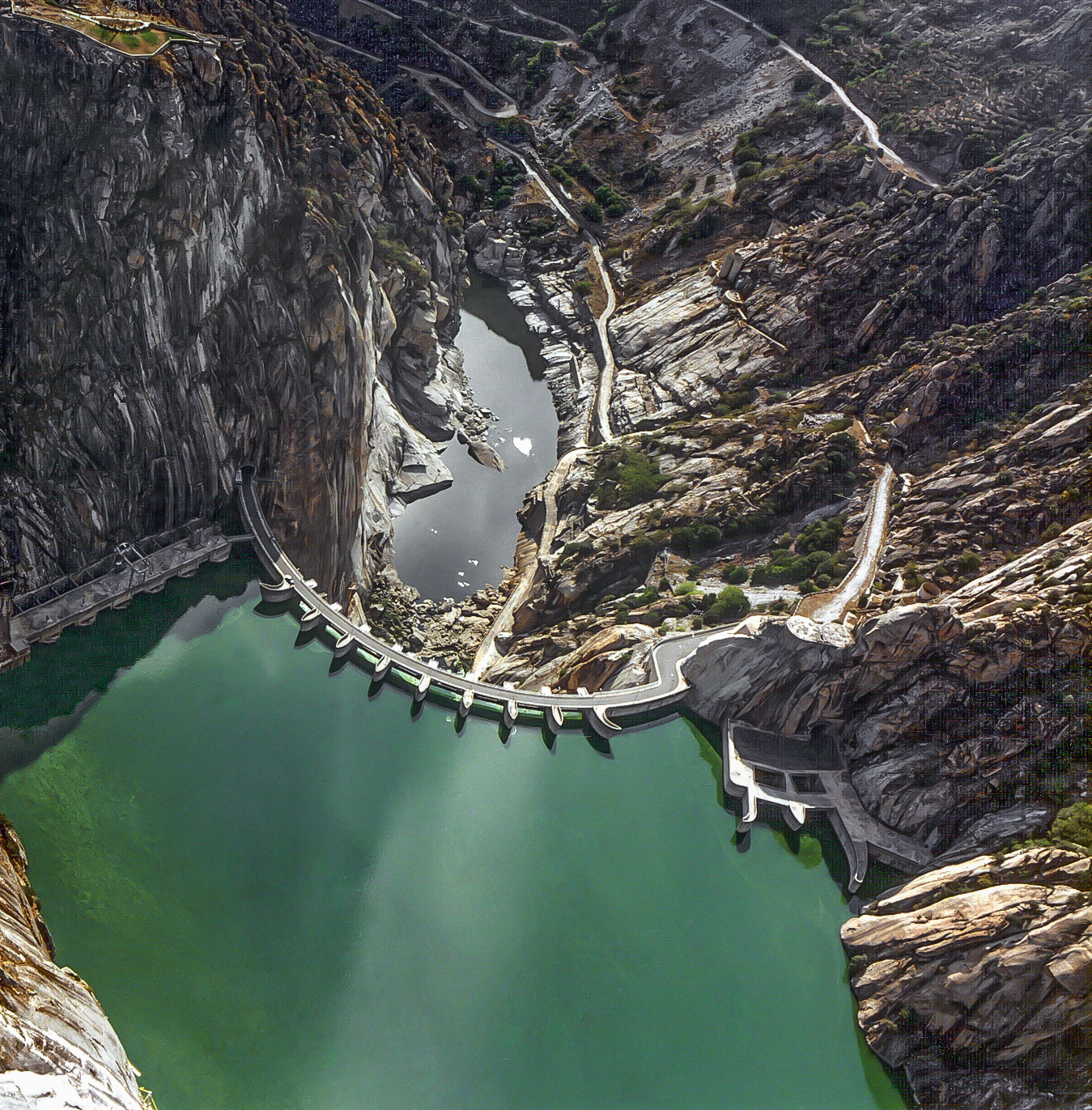
Barrage d'Aldeadávila, le n°1 d'Espagne et du Portugal pour la production hydroélectrique.
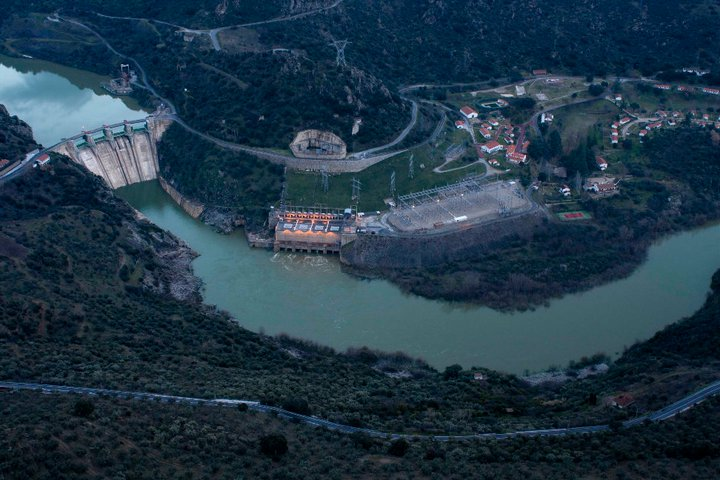
Barrage et centrale de Saucelle (525 MW).

L'aménagement hydroélectrique du Douro (Saltos do Douro en portugais), sur la frontière avec l'Espagne, compte 6 centrales avec une puissance installée totale de 3 161 MW. La plus importante est celle du barrage d'Aldeadávila, construit de 1956 à 1963 sur le fleuve Douro à la frontière espagnole, avait initialement une puissance installée de 718 MW, puis en 1987 une centrale de pompage-turbinage de 422 MW lui a été ajoutée. c'est la centrale la plus puissante d'Espagne et du Portugal.
Le 19 décembre 2019, EDP et Engie annoncent la cession de six barrages d'EDP à un consortium dirigé par Engie avec des partenaires bancaires, pour 2,2 milliards d'euros. Ces six barrages, d'une puissance de 1,7 GW au total, sont situés dans la vallée du Douro. EDP réduit ainsi sa dette tout en restant de très loin le leader de l'énergie hydroélectrique au Portugal après cette cession, avec une capacité installée de 5,1 GW et une part de marché de 65 % dans le pays.

#### Solaire

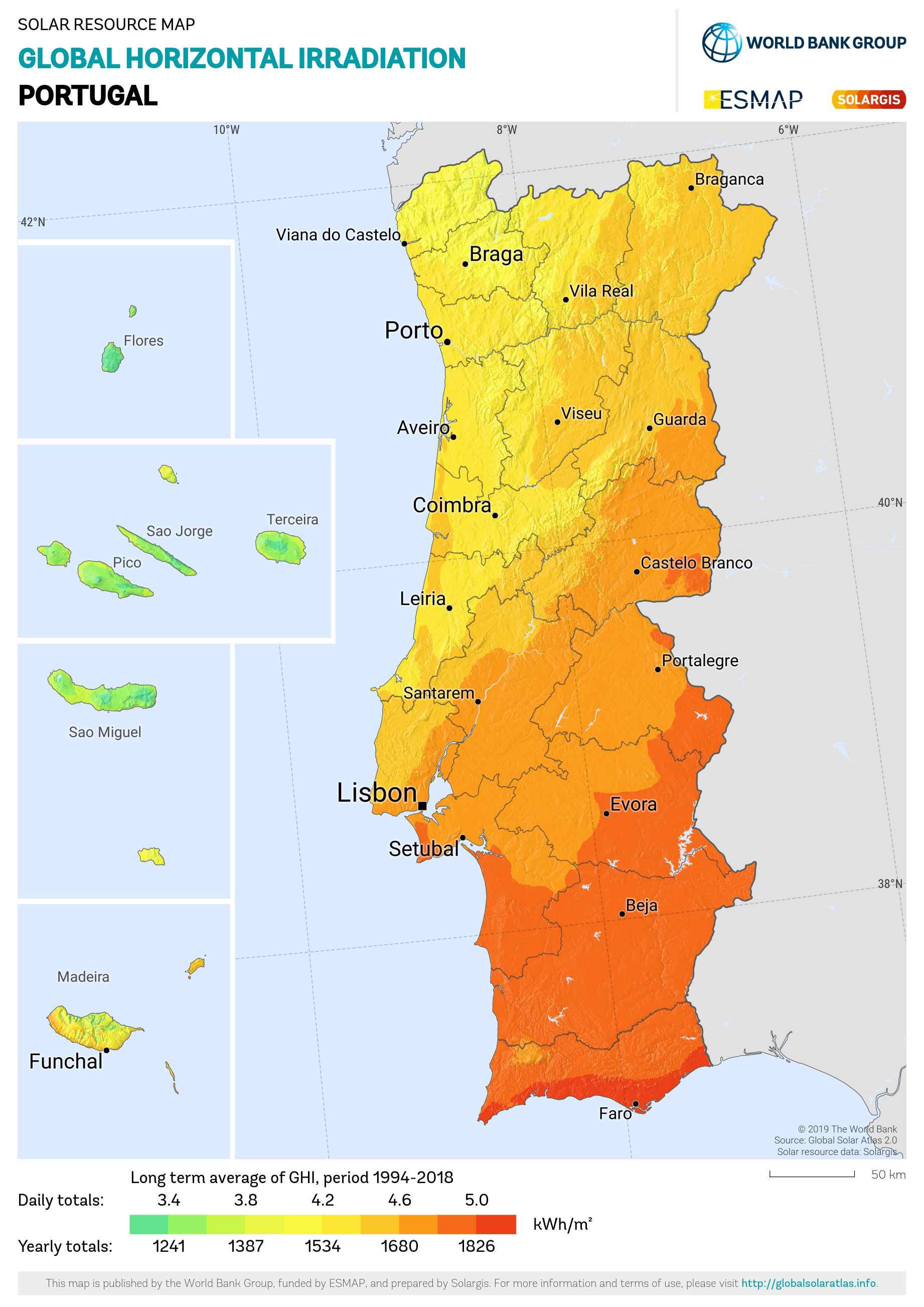
Carte de l'irradiation solaire au Portugal (sans les Açores ou Madère).

##### Production
Selon EurObserv'ER, le Portugal a produit 7 098 GWh en 2024, en progression de 38 %, soit 2,4 % de la production de l'Union européenne (UE), au 11e rang des producteurs photovoltaïques de l'UE, derrière l'Allemagne (25,0 %), l'Espagne (18,1 %), l'Italie (12,1 %), la France (8,2 %), les Pays-Bas (7,3 %), la Pologne (5,1 %), la Grèce (3,4 %), la Hongrie, l'Autriche et la Belgique.
L'Energy Institute estime la production d'électricité solaire du Portugal en 2023 à 5,5 TWh, soit 11,2 % de la production d'électricité du pays.
L'Agence internationale de l'énergie estime la pénétration théorique du solaire photovoltaïque portugais à 13,5 % de la production totale d'électricité du pays fin 2024 (moyenne de l'UE : 14,0 %) ; cette estimation est basée sur la puissance installée au 31/12/2024, donc supérieure à la production réelle de l'année. Le Portugal est au 18e rang mondial, derrière la Grèce (27,9 %), les Pays-Bas (25,5 %) et l'Espagne (24 %), l'Allemagne (19,8 %), l'Italie (13,6 %), mais loin devant la France (7,3 %).
La production photovoltaïque du Portugal atteignait 5 480 GWh en 2023, soit 11,2 % de la production d'électricité du pays, contre 3 519 GWh en 2022, en progression de 55,7 %.
| Année | Production (GWh) | Accroissement | Part prod.élec. |
| 2008  | 41               |               | 0,1 %           |
| 2009  | 160              | +290 %        | 0,3 %           |
| 2010  | 211              | +32 %         | 0,4 %           |
| 2011  | 280              | +33 %         | 0,5 %           |
| 2012  | 393              | +40 %         | 0,8 %           |
| 2013  | 479              | +22 %         | 0,9 %           |
| 2014  | 627              | +31 %         | 1,2 %           |
| 2015  | 796              | +27 %         | 1,5 %           |
| 2016  | 870              | +9 %          | 1,4 %           |
| 2017  | 992              | +14 %         | 1,7 %           |
| 2018  | 1 006            | +1,4 %        | 1,7 %           |
| 2019  | 1 342            | +33 %         | 2,5 %           |
| 2020  | 1 715            | +28 %         | 3,2 %           |
| 2021  | 2 237            | +30 %         | 4,4 %           |
| 2022  | 3 519            | +57 %         | 7,2 %           |
| 2023  | 5 480            | +56 %         | 11,2 %          |
| 2024  | 7 098            | +38 %         |                 |

En 2023, le Portugal a produit 5 474 GWh, en progression de 56 %, soit 2,2 % de la production de l'Union européenne (UE), au 10e rang des producteurs photovoltaïques de l'UE, loin derrière l'Allemagne (25,1 %), l'Espagne (17,6 %), l'Italie (12,6 %), la France (9,5 %), les Pays-Bas (8,7 %), la Pologne (4,7 %) et la Grèce (3,4 %).
Selon EurObserv'ER, le Portugal a produit 3 471 GWh en 2022, en progression de 55 %, se classant au 11e rang des producteurs photovoltaïques de l'Union européenne (UE) avec 1,7 % de la production de l'UE, loin derrière l'Allemagne (29,6 %), l'Espagne (14,4 %), l'Italie (13,7 %), la France (10,0 %), les Pays-Bas (8,6 %) et la Pologne (3,9 %).
EurObserv'ER estime la production d'électricité photovoltaïque du Portugal à 1 395 GWh en 2019 contre 1 006 GWh en 2018, au 13e rang européen avec 1,1 % du total européen, loin derrière l'Allemagne (36,1 %), l'Italie (18,0 %), le Royaume-Uni (9,6 %), la France (8,6 %) et l'Espagne (7,1 %).
La production photovoltaïque du Portugal atteignait 1 020 GWh (estimation) en 2018 contre 993 GWh en 2017, en progression de 2,7 % ; le Portugal se situait au 13e rang européen des producteurs d'électricité photovoltaïque avec 0,8 % du total européen, loin derrière l'Allemagne (37,7 %), l'Italie (18,5 %), le Royaume-Uni (10,6 %), la France (8,3 %) et l'Espagne (6,4 %).

##### Puissance installée
En 2024, le Portugal a installé 1 770 MWc, soit 3,0 % du marché de l'Union européenne, au 10e rang des marchés de l'UE, derrière l'Allemagne (24,2 %), l'Espagne (13,1 %), l'Italie (10,8 %), la France (8,4 %), la Pologne (7,3 %), les Pays-Bas (5,2 %), la Grèce (4,3 %), l'Autriche (3,7 %) et la Hongrie (3,0 %). La puissance installée du parc photovoltaïque portugais atteint 5 666 MWc, en progression de 45,4 %, soit 1,8 % du total de l'UE, au 11e rang européen, derrière l'Allemagne (89 130 MWc, 29,1 %), l'Espagne (37 438 MWc, 12,2 %), l'Italie (35 819 MWc, 11,7 %), la France (24 878 MWc, 8,1 %), les Pays-Bas (23 904 MWc, 7,9 %), la Pologne (20 945 MWc, 6,6 %), la Grèce, la Belgique, l'Autriche et la Hongrie. Sa puissance installée par habitant atteignait 532,5 Wc fin 2024, inférieure de 22 % à la moyenne de l'Union européenne (682 Wc), au 17e rang européen, loin derrière les Pays-Bas (1 357,6 Wc), l'Allemagne (1 068 Wc), l'Autriche (941,2 Wc), la Grèce (893,1 Wc) et l'Espagne (770 Wc), mais loin devant la France (363,4 Wc).
En 2023, le Portugal a installé 1 223 MWc, soit 2,3 % du marché de l'Union européenne, au 12e rang européen, loin derrière l'Allemagne (27,5 %), l'Espagne (13,7 %), l'Italie (9,9 %), la Pologne (9,2 %), les Pays-Bas (8,1 %) et la France (6 %). La puissance installée du parc photovoltaïque portugais atteint 3 904 MWc, en progression de 46 %, soit 1,5 % du total de l'UE, au 12e rang européen, loin derrière l'Allemagne (32 %), l'Espagne (11,9 %), l'Italie (11,8 %), les Pays-Bas (9,3 %), la France (8 %) et la Pologne (6,6 %). Sa puissance installée par habitant atteignait 373 Wc fin 2023, inférieure de 35 % à la moyenne de l'Union européenne (572,5 Wc), au 19e rang européen, loin derrière les Pays-Bas (1 342,1 Wc), l'Allemagne (974,3 Wc) et l'Espagne (636,6 Wc), mais devant la France (300 Wc).
En 2022, le Portugal a installé 868 MWc, au 12e rang européen, loin derrière l'Allemagne (7 304 MWc), la Pologne (4 774 MWc), les Pays-Bas (3 938 MWc), l'Espagne (3 480 MWc), l'Italie (2 490 MWc) et la France (2 385 MWc). La puissance installée du parc photovoltaïque portugais atteint 2 563 MWc, en progression de 51 % en un an, au 12e rang européen, loin derrière l'Allemagne (67 399 MWc), l'Italie (25 060 MWc), les Pays-Bas (18 849 MWc), l'Espagne (17 195 MWc) et la France (17 169 MWc). La puissance installée par habitant du Portugal atteignait 247,6 Wc fin 2022, inférieure de 43 % à la moyenne de l'Union européenne (437,4 Wc) et au 17e rang européen, loin derrière les Pays-Bas (1 071,5 Wc), l'Allemagne (809,7 Wc) et la Belgique (558,6 Wc).
Le Portugal a installé 572 MWc en 2021 contre 151 MWc en 2020.
Le Portugal a installé 220 MWc en 2019, portant la puissance installée de son parc photovoltaïque à 907 MWc, au 16e rang européen. La puissance photovoltaïque installée par habitant atteignait 88,3 Wc en 2019, inférieure de 65 % à la moyenne européenne (254,5 Wc), très loin derrière l'Allemagne (590,4 Wc)ou l'Italie (345,7 Wc) ; l'Espagne est au 10e rang avec 196,7 Wc et la France au 13e rang avec 157,9 Wc.
En aout 2019 le gouvernement portugais a publié le résultat de son dernier appel d'offres solaire d'un volume de 1,15 GWc, avec un tarif garanti de 22,3€/MWh
En 2018, le Portugal a installé 86 MWc en photovoltaïque (72 MWc en 2017) ; sa puissance cumulée de 671 MWc fin 2018 le classe au 15e rang européen. La puissance photovoltaïque installée par habitant atteignait 65,2 Wc en 2018, inférieure de 71 % à la moyenne européenne (223,6 Wc), très loin derrière l'Allemagne (546,9 Wc) ; la France était au 13e rang avec 141,4 Wc et l'Espagne au 16e rang avec 101,8 Wc. Mais le gouvernement a annoncé fin 2018 une nouvelle stratégie énergétique visant 80 % d'énergies renouvelables dans la production d'électricité en 2030 ; pour cela, en février 2019, il a lancé un programme  de 535 millions d'euros pour renforcer ses réseaux avec en particulier la construction de deux lignes pour transporter l'électricité des futures fermes solaires du sud du pays vers les centres de consommation situés plus au nord.
En 2015, le Portugal a installé 63 MWc en photovoltaïque (110 MWc en 2014 et 53 MWc en 2013) ; sa puissance cumulée de 454 MWc fin 2015 la classait au 15e rang européen ; le ralentissement du marché s'explique par la nouvelle réglementation du comptage net.

##### Principales centrales solaires
CEn 2007, une des plus grandes centrales solaires photovoltaïques du monde a été inaugurée, elle est située à Brinches, municipalité de Serpa. Mais, la plus grande centrale solaire photovoltaïque est située dans le village d'Amareleja, commune de Moura, elle est complètement achevée depuis 2010 et a une puissance crête de 62 mégawatts. 

#### Géothermie
Le Portugal utilise l'énergie géothermique sur l'île de São Miguel aux Açores où les deux centrales géothermiques de Ribeira Grande (13 MWe) et Pico Vermelho (3 MWe) produisaient 25 % de l'électricité de l'île en 2003. Le potentiel géothermique des Açores est évalué à 235 MW dont 173 MW sur São Miguel et 25 MW sur Terceira.
La construction d'une nouvelle centrale devrait commencer en 2013 sur l'île de Terceira, où trois puits doté d'une capacité de production ont été creusés ; la centrale, d'un coût estimé de 10 à 12 M€, en plus des 28 M€ déjà dépensés depuis 2000 en études et exploration, devrait produire au moins 3 MW et sa construction devrait prendre 18 à 24 mois.
Les eaux chaudes sont aussi utilisées pour des piscines thermales.

#### Énergies marines
La première exploration commerciale du monde de l'énergie des vagues est entrée en fonctionnement en septembre 2008, à 5 kilomètres au bord d'Aguçadoura, commune de Póvoa de Varzim.

#### Opérateurs
L'opérateur historique de la production et de la distribution d'électricité est Energias de Portugal (EDP). EDP opère dans de nombreux domaines et pays, en particulier :
- production d'électricité au régime ordinaire (centrales thermiques et hydroélectriques classiques) : 13 809 MW installés dans la péninsule ibérique ; production : 27 997 GWh en 2012. Au Portugal : 9 603 MW, dont 5 273 MW de centrales hydroélectriques et 4 330 MW de centrales thermiques. En Espagne : 3 740 MW, 10 164 GWh en 2012.
- production d'électricité au régime spécial : 324 MW au Portugal (cogénération : 42 %, mini-hydro : 48 %, biomasse : 10 %) et 615 MW d'éoliennes ; en Espagne : 142 MW, 817 GWh, plus 2 310 MW d'éoliennes.
- production électrique hors péninsule ibérique : 3 637 MW aux États-Unis (éolien) ; 2 058 MW au Brésil, dont 1 794 MW hydroélectriques, 180 MW thermiques et 84 MW d'éoliennes ; 314 MW en France (éolien) ; 57 MW en Belgique (éolien).
- distribution : 44 655 GWh distribués en 2012 au Portugal (223 734 km de lignes, 6,095 millions de clients) ; 9 294 GWh en Espagne (22 986 km de lignes, 658 600 clients) ; 24 923 GWh au Brésil (2,9 millions de clients).
- fourniture d'électricité au tarif réglementé : au Portugal : 5 millions de clients, 19,8 TWh ; en Espagne : 709 GWh.
- fourniture d'électricité au prix de marché : au Portugal : 9,8 TWh ; ; en Espagne : 19,5 TWh.
- fourniture de gaz naturel : EDP Gás (filiale à 72 %) distribue le gaz sur une concession couvrant 25 % de la population (districts de Porto, Braga et Viana do Castelo).

### Transport et distribution
Le réseau de transport est géré par Redes Energéticas Nacionais (REN) ; il comprend 8 534 km de lignes de très haute tension (THT) :
- les lignes THT 400 kV vont du nord au sud près de la côte depuis la centrale de Alto Lindoso au nord jusqu'à l'Algarve, et de l'ouest à l'est, où elles s'interconnectent avec le réseau espagnol ;
- les lignes THT 220 kV relient Lisbonne à Porto, en diagonale Miranda do Douro et Coimbra, le long du fleuve Douro et dans la province de Beira Alta ;
- les lignes HT 150 kV.

La carte du réseau peut être consultée sur le site internet de REN, ainsi que la courbe de charge journalière du réseau portugais.

### Échanges internationaux
Le Portugal échange des quantités importantes d'électricité avec l'Espagne :
| GWh                 | 2010   | 2011   | 2012   | 2013   | 2014  | 2015   | 2016  | 2017  | 2018  |
| Exportations        | 3 189  | 3 930  | 2 871  | 5 323  | 6 345 | 2 282  | 7 056 | 5 756 | 5 651 |
| Importations        | 5 823  | 6 744  | 10 768 | 8 100  | 7 247 | 4 549  | 1 972 | 3 071 | 2 997 |
| Soldes exportateurs | -2 634 | -2 814 | -7 897 | -2 777 | -903  | -2 267 | 5 084 | 2 685 | 2 654 |

L'organisation européenne ENTSO-E donne pour 2018 le même solde, mais avec des volumes beaucoup plus élevés : 8 324 GWh en exportation et 5 669 GWh en importation.
Ces échanges s'effectuent via 11 lignes, dont 5 en 400 kV : Cartelle-Lindoso, Aldeadávila-Lagoaça, Cedillo-Falagueira, Brovales-Alqueva et Puebla de Guzmán-Tavira, par lesquelles a transité la plus grande part des échanges, 3 en 220 kV, et 3 lignes peu actives en 132 kV, 66 kV et 15 kV.
Une nouvelle ligne d'interconnexion est en cours de construction en Galice : Fontefría (Espagne) - Vilafría, avec une capacité de 3 000 MW en 400 kV.

### Bourse de l'électricité
À la suite de la libéralisation du marché électrique réalisée de 2007 à 2010, un système d'échange de contrats de fourniture d'électricité a été mis en place au niveau de la péninsule Ibérique : l'énergie échangée sur ce marché a atteint 3 349 GWh en 2012, soit 7 % de l'électricité consommée dans la péninsule. Les prix moyens au jour le jour ont été de 49,2 €/MWh au Portugal en 2012 (France : 47 €/MWh).

### Consommation d'électricité
La consommation d'électricité par habitant au Portugal était en 2018 de 5 049 kWh, supérieure de 55 % à la moyenne mondiale : 3 260 kWh, mais inférieure de 9 % à celle de l'Espagne : 5 567 kWh, de 29 % à celle de la France : 7 141 kWh,  et de 61 % à celle des États-Unis : 13 098 kWh.
La consommation finale d'électricité du Portugal atteignait 47 394 GWh en 2021, en progression de 101 % depuis 1990, répartie en :
- industrie : 35 %
- transport : 1 %
- ménages : 29,8 %
- tertiaire : 31,8 %
- agriculture : 2,3 %.

## Impact environnemental
Les émissions de gaz à effet de serre (GES) dues à la combustion au Portugal s'élevaient en 2022 à 36,1 Mt d'équivalent CO2, en baisse de 7 % par rapport à 1990.
Les émissions de CO2 dues à la combustion par habitant étaient en 2022 de 3,43 t CO2, inférieures de 19 % à la moyenne mondiale : 4,26 t/hab (en 2021), de 42 % à celle de l'Union européenne : 5,93 t/hab, de 15 % à celles de la France : 4,03 t/hab, de 25 % à celles de l'Espagne : 4,59 t/hab et de 52 % à celles de l'Allemagne : 7,21 t/hab.
|                                             | 1971 | 1990 | 2022 | var. 2022/1971 | var. 2022/1990 | var.UE27 2022/1990 |
| Émissions GES (Mt CO2)                      | 14,7 | 38,8 | 36,1 | +146 %         | -7 %           | -28,3 %            |
| Émissions CO2/habitant (t CO2)              | 1,65 | 3,79 | 3,43 | +108 %         | -9,5 %         | -28,4 %            |
| Source : Agence internationale de l'énergie |      |      |      |                |                |                    |

Les émissions du Portugal ont fortement progressé jusqu'à 2002 : 5,92 tCO2/hab (+259 % depuis 1971), puis de 2002 à 2022 elles ont chuté de 42 %.
| Combustible                                 | 1971 Mt CO2 | 1990 Mt CO2 | 2022 Mt CO2 | %     | var. 2022/1990 | var. UE27 2022/1990 |
| Pétrole                                     | 12,0        | 27,4        | 23,9        | 66 %  | -13 %          | -21 %               |
| Gaz naturel                                 | -           | -           | 10,8        | 30 %  | ns             | +22 %               |
| Charbon                                     | 2,5         | 10,9        | 0           | 0 %   | -100 %         | -57 %               |
| Total                                       | 14,7        | 38,8        | 36,1        | 100 % | -7 %           | -28,3 %             |
| Source : Agence internationale de l'énergie |             |             |             |       |                |                     |

| | Émissions 2021      | part du secteur | Émissions/habitant | Émiss./hab. UE-27 |
| Secteur | Millions tonnes CO2 | %               | tonnes CO2/hab.    | tonnes CO2/hab.   |
| Secteur énergie hors élec. | 2,3                 | 7 %             | 0,22               | 0,37              |
| Industrie et construction | 8,5                 | 24 %            | 0,83               | 1,50              |
| Transport | 15,5                | 44 %            | 1,51               | 1,74              |
| dont transport routier | 14,8                | 42 %            | 1,44               | 1,64              |
| Résidentiel | 3,9                 | 11 %            | 0,38               | 1,21              |
| Tertiaire | 3,2                 | 9 %             | 0,31               | 0,74              |
| Total | 35,0                | 100 %           | 3,40               | 5,76              |
| Source : Agence internationale de l'énergie * après ré-allocation des émissions de la production d'électricité et de chaleur aux secteurs de consommation. |                     |                 |                    |                   |

Les émissions de CO2 du Portugal sont très inférieures à celles de l'Union européenne dans tous les secteurs, en particulier dans le résidentiel, l'industrie et le tertiaire.